# Přenosová hydrogenace
Přenosová hydrogenace je chemická reakce spočívající v adici vodíku z jiného zdroje než molekulárního vodíku (H2). Tyto reakce se využívají v laboratorních i průmyslových organických syntézách nasycených sloučenin, redukcích ketonů na alkoholy, a iminů na aminy. Při těchto reakcích není potřeba používat H2 o vysokém tlaku, tak jako při běžných hydrogenacích; přenosové hydrogenace obvykle probíhají za nižších teplot a tlaků a přítomnosti organických nebo organokovových katalyzátorů - tyto katalyzátory jsou často chirální a umožňují tak asymetrické syntézy. Zdroji vodíku mohou být například kyselina mravenčí (přeměňující se na CO2, isopropylalkohol (vytvářející aceton), nebo 9,10-dihydroantracen (dehydrogenovaný na antracen). Jako donory vodíku často slouží rozpouštědla.
V průmyslu se přenosové hydrogenace využívají mimo jiné ke zkapalňování uhlí pomocí donorových rozpouštědel, jako je například tetralin.

## Organokovové katalyzátory
V organické syntéze byly vyvinuty katalyzátory přenosových hydrogenací založené na komplexech ruthenia a rhodia, často s diaminovými nebo fosfinovými ligandy; jako příklad prekurzoru katalyzátoru lze uvést dimer (cymen)rutheniumdichloridu s tosylovaným difenylethylendiaminem. Tyto katalyzátory mají největší využití při redukcích ketonů na alkoholy a iminů na aminy. Zdrojem vodíku je zpravidla isopropylalkohol, přeměňující se na aceton. Přenosové hydrogenace mohou mít při použití prochirálních výchozích látek vysoké enantioselektivity:
RR'C=O + Me2CHOH → RR'C*HOH + Me2CO
kde RR'C*HOH je chirální produkt. Katalyzátorem je obvykle (cymen)R,R-HNCHPhCHPhNTs, kde Ts je tosyl (SO2C6H4Me) a R,R označuje absolutní konfiguraci dvou chirálních uhlíků.
Za objev těchto katalyzátorů získal v roce 2001 Rjódži Nojori Nobelovu cenu za chemii.
Další skupinou katalyzátorů přenosových hydrogenací jsou hlinité alkoxidy, jako je isopropoxid hlinitý při Meerweinově–Ponndorfově–Verleyově redukci, mají ale nižší aktivity než katalyzátory založené na přechodných kovech.

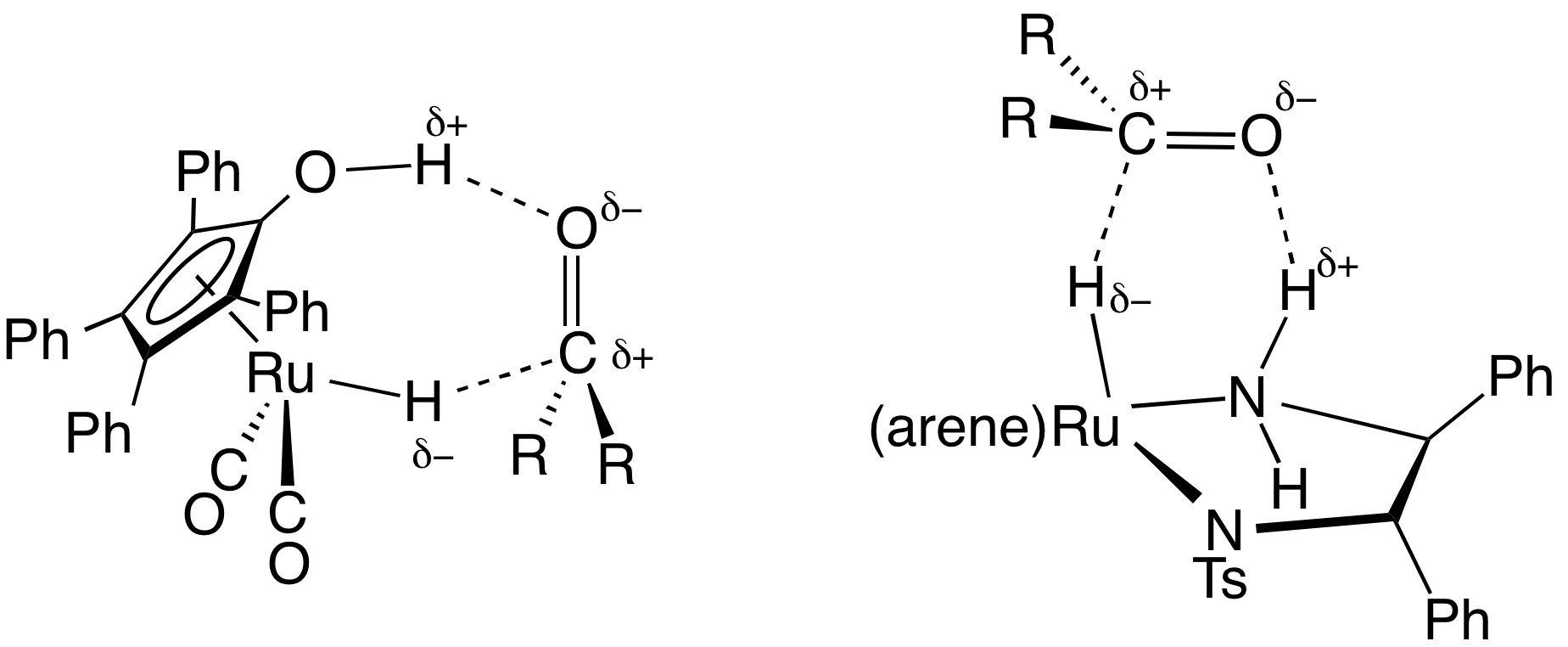
Přenosová hydrogenace katalyzovaná přechodným kovem probíhá „ve vnější sféře“.

Katalytické asymetrické hydrogenace ketonů lze provést pomocí rutheniových komplexů BINAPu.
BINAP-Ru dihalogenidové katalyzátory mohou redukovat funkcionalizované ketony, ale hydrogenace jednoduchých ketonů byla vyřešena až použitím prekatalyzátorů typu RuCl2(difosfan)(diamin), které přednostně redukují ketony a aldehydy, přičemž alkeny a mnohé další substituenty zůstávají nedotčeny.

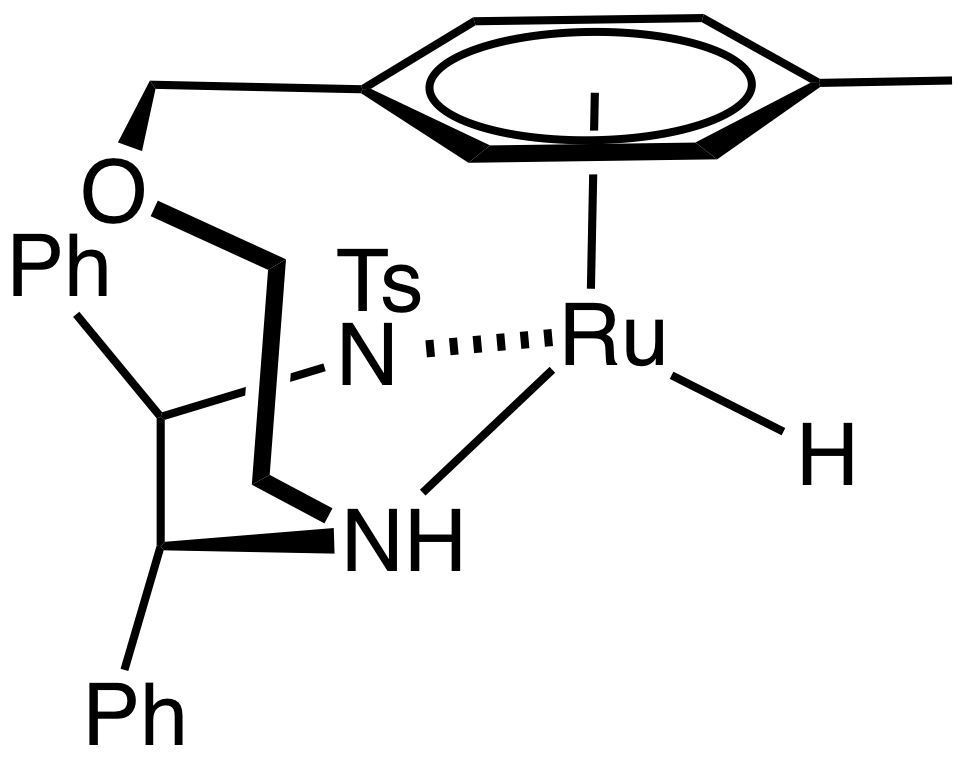
Příklad difosfinového Nojoriova katalyzátoru typu aren-Ru. Stechiometrické asymetrické redukce ketonů lze také provést za použití chirálních boronů.

## Bez použití kovů
Před objevem katalytické hydrogenace byla vyvinuta řada způsobů hydrogenace nenasycených sloučenin. Při jedné z nich se jako hydrogenační činidlo používá diimid (diazen, (NH)2), který se oxiduje na plynný dusík, N2:
Diimid lze získat z hydrazinu nebo některého z několika organických prekurzorů.
Jako uhlovodíkové zdroje vodíku lze použít cyklohexen a cyklohexadien; tyto rekce vytvářejí alkany a benzen a řídicí silou reakce je aromatická stabilizace při vzniku benzenu. Jako katalyzátory se používají sloučeniny palladia a reakce probíhají za teplot okolo 100 °C.
Jsou popsány i „exotičtější“ přenosové hydrogenace, jako tato vnitromolekulární:
Přenosové hydrogenace mohou jako zdroje protonů využívat též alkoholy nebo aminy, a jako zdroje elektronů alkalické kovy. Jako příklad může sloužit sodíkem řízená Birchova redukce arenů; menší význam má Bouveaultova–Blancova redukce esterů. Spojení hořčíku a methanolu lze použít k redukcím alkenů, jak ukazuje sybtéza asenapinu:

## Organokatalytické přemosové hydrogenace
Organokatalytické přenosové hydrogenace byly poprvé popsány v roce 2004; jako zdroj vodíku byl použit Hantzschův ester, katalyzátor byl tvořen aminem:
Při této reakci byla substrátem α,β-nenasycená karbonylová sloučenina. Zdroj protonů se oxidoval na derivát pyridinu a získal strukturu podobnou koenzymu NADH. Během katalytického cyklu se nejprve reakcí aminu s aldehydem vytvořil iminiový ion, následně proběhl přenos protonu, po kterém následovala hydrolýza iminiové vazby, čímž se obnovil katalyzátor. Při použití chirálního imidazolidinonu (MacMillanova organokatalyzátoru) bxl dosažen 81% enantiomerní přebytek:
Při reakci docházelo ke stereokonvergenci, kdy z E- i Z-izomeru vznikal S-enantiomer produktu.
Rozšíření reakce na ketonové, především enonové, substráty vyžaduje jemné úpravy katalyzátoru (navázání benzylové skupiny a nahrazení terc-butylu furanem) a Hantzschova esteru (přidání terc-butylových skupin):
S jiným organokatalyzátorem lze hydrogenovat i iminy; jedna kaskádová reakce tohoto druhu využívá jako katalyzátor chirální ester kyseliny fosforečné:
Během reakce se vytváří chirální iminiový ion. Běžné katalyzátory založené na kovech na hydrogenace aromatických a heteroaromatických substrátů obecně nelze použít.